# Salalah
Salalah (tiếng Ả Rập: صَلَالَة, chuyển tự Ṣalālah), là thủ đô và thành phố lớn nhất của miền nam Oman Thống đốc Ô-man của Dhofar. Dân số ở 2009 là 197,169.
Salalah là thành phố lớn thứ hai trong Vương quốc Hồi giáo và là thành phố lớn nhất ở tỉnh Dhofar. Salalah là nơi sinh của sultan, Qaboos bin Said. Salalah thu hút nhiều người từ các vùng khác của Oman và Vùng Vịnh Ba Tư trong mùa gió mùa/Khareef, kéo dài từ tháng 7 đến tháng 9. Khí hậu của khu vực và gió mùa cho phép thành phố trồng một số loại rau và trái cây như dừa và chuối. Có rất nhiều khu vườn trong thành phố nơi trồng rau và trái cây.

## Các quận và ngoại ô thành phố
- Al-Dahariz
- Al-Haffa
- Al-Mughsail
- Al-Mutaaza
- Al-Saada
- Al-Wadi
- Auqad
- City Center (Trung tâm thành phố)
- Eastern Salalah
- Ittin
- New Salalah
- Raysut
- Western Salalah (also known as Al-Gharbia, và Al-Gantra)

## Khí hậu

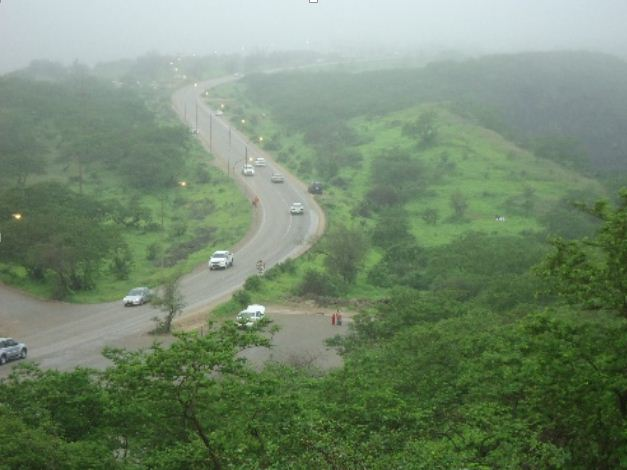
Salalah during Khareef Season (Tháng 7 - 9)

| Dữ liệu khí hậu của Salalah                       | Dữ liệu khí hậu của Salalah | Dữ liệu khí hậu của Salalah | Dữ liệu khí hậu của Salalah | Dữ liệu khí hậu của Salalah | Dữ liệu khí hậu của Salalah | Dữ liệu khí hậu của Salalah | Dữ liệu khí hậu của Salalah | Dữ liệu khí hậu của Salalah | Dữ liệu khí hậu của Salalah | Dữ liệu khí hậu của Salalah | Dữ liệu khí hậu của Salalah | Dữ liệu khí hậu của Salalah | Dữ liệu khí hậu của Salalah |
| Tháng                                             | 1                           | 2                           | 3                           | 4                           | 5                           | 6                           | 7                           | 8                           | 9                           | 10                          | 11                          | 12                          | Năm                         |
| ------------------------------------------------- | --------------------------- | --------------------------- | --------------------------- | --------------------------- | --------------------------- | --------------------------- | --------------------------- | --------------------------- | --------------------------- | --------------------------- | --------------------------- | --------------------------- | --------------------------- |
| Cao kỉ lục °C (°F)                                | 32.3 (90.1)                 | 33.8 (92.8)                 | 36.7 (98.1)                 | 43.6 (110.5)                | 42.3 (108.1)                | 43.0 (109.4)                | 32.7 (90.9)                 | 31.3 (88.3)                 | 33.0 (91.4)                 | 40.1 (104.2)                | 37.4 (99.3)                 | 34.2 (93.6)                 | 43.6 (110.5)                |
| Trung bình ngày tối đa °C (°F)                    | 27.5 (81.5)                 | 27.9 (82.2)                 | 29.9 (85.8)                 | 31.7 (89.1)                 | 32.4 (90.3)                 | 31.8 (89.2)                 | 28.4 (83.1)                 | 27.3 (81.1)                 | 29.0 (84.2)                 | 30.5 (86.9)                 | 30.8 (87.4)                 | 28.7 (83.7)                 | 29.7 (85.4)                 |
| Trung bình ngày °C (°F)                           | 22.9 (73.2)                 | 23.7 (74.7)                 | 25.5 (77.9)                 | 27.6 (81.7)                 | 29.0 (84.2)                 | 29.0 (84.2)                 | 26.4 (79.5)                 | 25.2 (77.4)                 | 26.3 (79.3)                 | 26.3 (79.3)                 | 25.9 (78.6)                 | 23.9 (75.0)                 | 26.0 (78.7)                 |
| Tối thiểu trung bình ngày °C (°F)                 | 17.9 (64.2)                 | 19.2 (66.6)                 | 21.0 (69.8)                 | 23.4 (74.1)                 | 25.6 (78.1)                 | 26.5 (79.7)                 | 24.2 (75.6)                 | 23.1 (73.6)                 | 23.4 (74.1)                 | 21.6 (70.9)                 | 20.4 (68.7)                 | 18.8 (65.8)                 | 22.1 (71.8)                 |
| Thấp kỉ lục °C (°F)                               | 12.6 (54.7)                 | 10.8 (51.4)                 | 14.5 (58.1)                 | 18.0 (64.4)                 | 20.6 (69.1)                 | 23.5 (74.3)                 | 21.9 (71.4)                 | 20.5 (68.9)                 | 19.1 (66.4)                 | 16.5 (61.7)                 | 15.0 (59.0)                 | 14.1 (57.4)                 | 10.8 (51.4)                 |
| Lượng Giáng thủy trung bình mm (inches)           | 2.2 (0.09)                  | 7.0 (0.28)                  | 6.3 (0.25)                  | 19.8 (0.78)                 | 17.1 (0.67)                 | 10.6 (0.42)                 | 24.6 (0.97)                 | 24.5 (0.96)                 | 4.1 (0.16)                  | 4.1 (0.16)                  | 9.6 (0.38)                  | 1.1 (0.04)                  | 131 (5.16)                  |
| Độ ẩm tương đối trung bình (%)                    | 50                          | 58                          | 62                          | 68                          | 75                          | 80                          | 89                          | 90                          | 81                          | 67                          | 55                          | 50                          | 69                          |
| Số giờ nắng trung bình tháng                      | 289.6                       | 256.8                       | 297.6                       | 308.3                       | 335.1                       | 199.5                       | 43.9                        | 42.4                        | 188.0                       | 314.7                       | 304.7                       | 296.8                       | 2.877,4                     |
| Nguồn: NOAA (period of record varies, see source) |                             |                             |                             |                             |                             |                             |                             |                             |                             |                             |                             |                             |                             |

## Kinh tế
Khu tự do Salalah, nằm ngay bên cạnh cảng, đang nổi lên như một trung tâm mới cho các ngành công nghiệp nặng ở Trung Đông.